# Saki et Zunie
Pour les articles homonymes, voir Saki.
Saki et Zunie est une bande dessinée de René Hausman parue dans Le Journal de Spirou entre 1958 et 1969 (reprise ultérieure du personnage de Zunie mais sans rapport direct avec la série originale). Les histoires se déroulent dans une préhistoire de fantaisie et font une large part à la découverte de la nature.

## Une série, trois titres
La série a connu trois titres : elle débute sous le titre Saki dans le no 1031 du Journal de Spirou en 1958, puis se poursuit comme Saki et Zunie dans le no 1071 la même année et jusqu'en 1964; elle reprend comme Saki en 1965 et 1967 pour quelques gags et courts récits, puis paraît sous le titre Saki, Zunie et la nature de 1967 à 1969, sauf un court récit sous le titre Saki dans le no 1601 de 1968.
Hausman reprendra le personnage de Zunie en 1977 puis en 1998 dans des courts récits et des gags sous le nom de cette héroïne, mais dans un tout autre esprit et dans un style assez différent (jusqu'à publier l'album Enfin seule aux Éditions Noir Dessin Production sans prépublication dans Spirou et avec la mention «Enfants non admis»).

## Aventures, humour et nature
La série, qui alternait des récits à suivre, de courts récits (1 à 4 pages) et des gags en une page, a beaucoup évolué dans sa forme et son contenu. Les premiers épisodes, avec scénarios d'Yvan Delporte, sont des récits d'aventures emprunts d'humour (Delporte oblige...) au trait assez simple aux personnages caricaturaux; avec le temps l'humour prend le pas sur les aventures et les personnages sont moins schématiques. Dans son dernier - et court - avatar, Saki, Zunie et la nature, la série garde son aspect humoristique mais devient prétexte à la découverte de la nature et les petits héros sont plus détaillés. Il y a cependant deux constantes : une poésie de la nature et le traitement très précis de cette nature, notamment des animaux.

## La série

### Principaux récits dansSpirou
- Saki, nos  1031-1047, scénario Delporte.
- Saki, nos  1048-1058, scén. Delporte.
- Les pillards, nos  1071-1081, scén. Delporte.
- Les hommes des steppes, nos  1082-1092.
- La grande forêt, nos  1118-1131.
- Saki, Zunie et la nature, nos  1549-1590.

### Albums
- René Hausman, Saki et l'Ours, Dupuis, « Collection du Carrousel », c. 1965.
- René Hausman et Yvan Delporte, Saki cherche un ami, Chlorophylle, 1980.
- René Hausman et Yvan Delporte, Saki et Zunie, Chlorophylle, 1980.
- René Hausman, Zunie : Enfin seule !, Noir Dessin Production, 1998  (ISBN 2-87351-022-6)[1].
- René Hausman, Saki et Zunie. Intégrale, Noir Dessin Production, 2024